# عمر عبدالرحمن
عمر عبدالرحمن (عربی: عمر عبد الرحمن؛ زادهٔ ۲۰ سپتامبر ۱۹۹۱) معروف به عموری بازیکن فوتبال اهل امارات متحده عربی است که در پست هافبک هجومی بازی می‌کند. وی در سال ۲۰۱۶ موفق به کسب جایزه بازیکن فوتبال سال آسیا شد.

## اوایل زندگی
عمر عبدالرحمن در ریاض عربستان سعودی در خانواده‌ای از طبقهٔ کارگر و اهل شهر حضرموت یمن زاده شد و فوتبال خود را در باشگاه الهلال آغاز کرد. باشگاه الهلال شهروندی عربستان را تنها به او و نه به خانواده اش می‌داد؛ به این دلیل او پیشنهاد این باشگاه را رد کرد. باشگاه فوتبال العین پس از علاقه‌مندی به او پذیرفت به کل خانواده اش شهروندی اعطا کند. در نهایت وی به تیم العین و دو برادرش (محمد عبدالرحمن و خالد عبدالرحمن) به آکادمی جوانان این تیم پیوستند. او در سال ۲۰۱۵ سومین بازیکن آسیا شد و در سال ۲۰۱۶ مرد سال فوتبال آسیا را از آن خود کرد.
وی و برادرانش در حال حاضر در سطح حرفه ای بازی می‌کنند. همچنین در سال‌های اخیر پیشنهادهای زیادی داشت اما به گفته خودش سران باشگاه العین این پیشنهادهای را از او مخفی نگه می‌داشتند و آخر فصل او خبر دار می‌شد و به همین دلیل العین را پس از ده سال حضور ترک کرد و ب عنوان دومین انتقال بزرگ قرضی تاریخ به الهلال پیوست که بعد از چند بازی مصدومیت او را به مدت یک فصل زمین گیر کرد و باشگاه الجزیره امارات با او قرارداد بست که شماره ده سابق العین که افت کرد و الجزیره قرارداد خود را با او فسخ کرد و راهی الاهلی امارات شد.